# Oscar Cortínez
Oscar Cortínez, född 4 augusti 1973, är en argentinsk friidrottare. Han deltog vid olympiska sommarspelen 2000.